# 嘉山街道
嘉山街道是中华人民共和国湖南省常德市津市市下辖的一个街道办事处。

## 行政区划
嘉山街道下辖以下村级行政区划单位：
明道社区、团湖村、杉堰村、戚家村和关桥村。